# Original de Còmic
Un original de còmic o historieta és un dibuix, habitualment a llapis i negra, realitzat per l'historietista amb vista a la seva reproducció massiva en forma impresa. La venda d'aquestes peces singulars, així com la dels esbossos o comissions (encàrrecs sol·licitats expressament als dibuixants pels col·leccionistes), constitueix un negoci en auge que mou anualment diversos milions d'euros.

## Característiques
Tots els originals són únics, excepte en els casos en què hi hagi separació de llapis i tintes. Les motivacions per col·leccionar-los són variades:
- Artística

Permeten gaudir i estudiar l'obra original, comprovant com es va realitzar: Grandària i tipus de paper, tintes, correccions, etc.
- Econòmica

El seu preu depèn no només de la seva qualitat intrínseca, sinó també de la seva antiguitat, autor, publicació on es va reproduir, personatges que apareixen i raresa.
- Nostàlgica

Entre els col·leccionistes, es coneix com "grial" (pel Sant Grial) a la pàgina que va marcar la infància del comprador, atraient-li cap al mitjà. La possessió d'una pàgina dibuixada pel seu autor favorit també pot posseir un gran valor emotiu.
Aquestes tres motivacions bàsiques poden ser compatibles.
Finalment, cal assenyalar que els col·leccionistes més avesats solen renovar constantment les seves peces, venent les seves obres menys importants per poder finançar la compra d'unes altres que els satisfacin més.

## Història
Tradicionalment, les editorials no han retornat als artistes les il·lustracions originals usades per imprimir les historietes. Durant la dècada dels 40, els gravadors solien destruir-les sistemàticament, una vegada passades per les màquines d'impressió. En altres casos, solien quedar-se'ls l'editorial, com en els casos de la nord-americana Warren Publishing o les espanyoles Editorial Bruguera i Editorial Valenciana. Només recentment, els autors han començat a aconseguir fer valer els seus drets, aconseguint que les hi retornin.
Fins a finals del segle xx, l'epicentre del negoci es trobava als Estats Units. Al principi, els col·leccionistes havien de recórrer a publicacions especialitzades i marxants com a intermediaris o acudir a esdeveniment d'historieta, però amb l'aparició d'internet, van començar a proliferar les cases de subhastes, les llistes de correu i les webs especialitzades. Entre les primeres, destaca Heritage Auction Gallery.
Al nou segle, francesos i italians van entrar fortament en el negoci, produint-se una escalada vertiginosa dels preus, sobretot del material procedent de les revistes Tintín i Spirou i d'autors com Enki Bilal, Moebius, Hugo Pratt, Grzegorz Rosinski o Jacques Tardi.
- 2001: 164.700 euros per una planxa del niu dels marsupilamis (Li Nid donis marsupilamis, 1960) d'Franquin;
- 2007: 58.242 euros per una de Arzach (1975) de Moebius;
- 03/2007: 177.000 euros per un dibuix de Sang blava (Bleu sang, 1994) d'Enki Bilal;[5]
- 04/2008: 1'2 milions d'euros per l'aquarel·la d'Hergé per a la portada de Tintín a Amèrica (Tintin en Amérique, 1932).[2]

Es preveu que els preus dels originals continuïn augmentant exponencialment, atès que els autors cada vegada recorren menys a ells, a causa de l'ús de tècniques digitals. Es preveu també que es converteixin en una oportunitat de negoci per a les llibreries especialitzades, amenaçades per l'expansió del mercat de venda d'historieta digitalitzats.
En 2007, Millon i Associats va crear un departament dedicat a la historieta.

## Col·leccionistes més importants
A Espanya i Catalunya, destaquen Rafael Amat, Ferrán Delgado i sobretot Faustino R. Arbesú, Santiago Segura i Jaume Vaquer, un dels majors del Vell Continent.